# 福井県道235号加斗袖崎住吉線
福井県道235号加斗袖崎住吉線（ふくいけんどう235ごう かとそでさきすみよしせん）は福井県小浜市加斗から同市小浜住吉に至る一般県道である。

## 概要
国道27号の北側を海岸線に沿うコースとなっている。また、側道は福井県道802号小浜大飯高浜自転車道線となっている。

### 路線データ
福井県条例規則集に基づく起終点および重要な経過地は次のとおり。
- 起点 : 福井県小浜市加斗（国道27号・福井県道1号小浜綾部線交点）
- 終点 : 福井県小浜市小浜住吉（福井県道1号小浜綾部線起点、福井県道14号小浜停車場線・福井県道15号小浜港線交点）
- 重要な経過地 : なし

## 地理

### 交差する道路
- 国道27号（起点）
- 福井県道1号小浜綾部線（起点・終点）
- 福井県道14号小浜停車場線（終点）
- 福井県道15号小浜港線（終点）

### 沿線
- 小浜海浜公園